# Приазов'я (поїзд)
«Приазов'я» — фірмовий пасажирський поїзд 1-го класу категорії «нічний експрес» ПАТ «Укрзалізниця» № 10/9 сполученням Київ — Маріуполь. Протяжність маршруту складає — 1032 км. На даний поїзд є можливість придбати електронні проїзні документи. Вартість може відрізнятися залежно від дня тижня, у який здійснюється поїздка. Для замовлення проїзних документів є можливість скористатися сайтом або офіційним додатком «Укрзалізниці» для android та IOS, додатком «Приват24» або придбати його у залізничних касах.

## Історія
2018 року залізничним транспортом перевезено з Києва до Маріуполя майже 570 тис. пасажирів, зворотно — понад 606 тис., тоді як 2017 року було перевезено 422 тис. та 487 тис. та відповідно. У 2019 році з Києва до Маріуполя подорожували 120 тис., зворотно — 140 тис. пасажирів. Через постійне зростання пасажиропотоку у сполученні Київ — Маріуполь, на доручення Президента України, яке було дано, щоб покращити інфраструктуру і з'єднання з Маріуполем, призначено абсолютно новий поїзд, якому розроблено пришвидшений графік. Подорож з Києва до Маріуполя займає менш як 15 годин. 
Перший рейс «нічний експрес» від станції Київ-Пасажирський до станції Маріуполь здійснив 30 березня 2019 року. Протяжність маршруту поїзда складала 1032 км. Поїзд відправився з першої платформи Центрального залізничного вокзалу столиці України о 19:03. Що цікаво, того дня о 19:03 мав відправитися також поїзд № 103/104 Київ — Маріуполь, але пріоритет було надано новому поїзду, тож поїзд № 103/104 відправився з великим запізненням. До 26 жовтня 2019 року поїзд № 9/10 курсував через день, адже на маршруті було задіяно лише один склад. Влітку 2019 року «Укрзалізниця» поширила інформацію, що планує сформувати новий склад з вагонів 2019 року виробництва, але це не виправдилося.
З 27 жовтня 2019 року «Укрзалізниця» запустила у рейс другий склад «нічного експреса» № 10/9, що дало можливість на щоденне курсування. Поїзд сформовано з 10-ти вагонів після капітально-відновлювального ремонту, який «Укрзалізниця» виконала 2019 року у шести власних депо. У складі поїзда: 3 плацкартних, 6 купейних вагонів та 1 вагон класу Люкс. На капітально-відновлювальний ремонт 10-ти вагонів, з яких сформовано поїзд сполученням Київ — Маріуполь, «Укрзалізниця» витратила понад 140 млн грн з ПДВ. В цей день 350 молодих людей з 24 областей України та АР Крим вирушили на першому рейсі другого складу поїзда Київ — Маріуполь на Молодіжній форум «Кожне завтра розпочинається вже сьогодні», що проходив в рамках Інвестиційного форуму «Re: Think Invest in Ukraine» у Маріуполі. Брендинг поїзда, яким поїхала молодь на Схід України, був покликаний привернути увагу до компанії «СХІД можливостей», яка закликає Україну реалізувати можливості Сходу, символізує зародження нових змін, початок нових процесів та підходів.
Першим складом поїзда № 10/9 «Київ — Маріуполь», що курсував з 30 березня по 26 жовтня 2019 року через день, скористалися в обох напрямках загалом 74,1 тис. пасажирів.
З жовтня 2019 року поїзд «нічний експрес» отримав іменну назву —  «Приазов'я».
З 18 березня по 1 червня 2020 року поїзд тимчасово не курсував через карантинні обмеження, що спричинило захворювання на COVID-19. З 2 червня 2020 року відновлено курсування поїзда за звичайним гграфіком руху.
З 28 березня 2021 року поїзд прискорений на 49 та 57 хвилин, завдяки зміни маршруту руху. Замість станції Федорівка, поїзд курсує через станцію Пологи.
З 16 червня 2021 року склад поїзда № 10/9 сполученням Маріуполь — Київ переданий на обслуговування ПКВЧД-1 Київ-Пасажирський.

## Інформація про курсування
З 27 жовтня 2019 року поїзд курсує щоденно, цілий рік. На маршруті руху зупиняється на 5 проміжних станціях, одна з них — технічна зупинка на станції П'ятихатки-Стикова, на якій відбувається зміна локомотивів.
| Розклад руху поїзда «Приазов'я» (з 28.03.2021) | Розклад руху поїзда «Приазов'я» (з 28.03.2021) | Розклад руху поїзда «Приазов'я» (з 28.03.2021) | Розклад руху поїзда «Приазов'я» (з 28.03.2021) | Розклад руху поїзда «Приазов'я» (з 28.03.2021) |
| Час прибуття                                   | Час відправлення                               | Станції                                        | Час прибуття                                   | Час відправлення                               |
| ---------------------------------------------- | ---------------------------------------------- | ---------------------------------------------- | ---------------------------------------------- | ---------------------------------------------- |
| —                                              | 19:03                                          | Київ                                           | 07:11                                          | —                                              |
| 09:16                                          | —                                              | Маріуполь                                      | —                                              | 17:16                                          |

Актуальний розклад руху вказано у розділі «Розклад руху призначених поїздів» на офіційному вебсайті «Укрзалізниці».
З початком російського вторгнення в Україну та тимчасовою окупацією Маріуполя та окремих адміністративних районів  Запорізької області поїзд тимчасово припинив курсування.

## Склад поїзда
Максимальна допустима довжина поїзда — 10 вагонів підвищеного комфорту. На маршруті руху два склади. 
- Перший склад:
  - 8 купейних[13]
  - 1 вагони класу «Люкс»[14]
  - 1 плацкартний.
- Другий склад:
  - 6 купейних
  - 1 вагони класу «Люкс»
  - 3 плацкартних.

Нумерація вагонів при відправленні з Києва — зі східної сторони вокзалу, з Маріуполя  — з хвоста поїзда.
Станції зміни напрямку в обох напрямках: Запоріжжя I та Волноваха.